# The Heart of an Actress
The Heart of an Actress è un cortometraggio muto del 1913 prodotto dalla Kalem Company. Distribuito in sala dalla General Film Company il 5 maggio 1913, il film era interpretato da Tom Moore e da Alice Joyce.

## Trama
Alice Stewart e i suoi genitori sono molto poveri, ma vengono aiutati caritatevolmente da Jane Thompson, la figlia di un ricco industriale che si guadagna, così, la gratitudine di Alice. La giovane trova lavoro come attrice. Ben presto, diventa una nota attrice. Tra il pubblico, anche Tom Morton, un ammiratore che riesce a farsi presentare alla bella attrice. I due simpatizzano e poi si innamorano. Tom, per la sua nuova fiamma, trascura la fidanzata che non è altri che Jane. Costei, non riuscendo a capire l'indifferenza di Tom nei suoi confronti, chiede aiuto a suo padre. L'uomo, leggendo i giornali, viene a sapere che Tom sta per sposare un'attrice. Jane, allora, si reca da Alice per avere una spiegazione con lei: quest'ultima promette di non mettersi più in mezzo tra Tom e la donna che, a suo tempo, l'ha aiutata.
Dopo la recita, quella notte Alice dà una cena sul palcoscenico per i membri della compagnia. Tra gli invitati, anche Jane con il padre di Tom. Quando Tom arriva, vede la donna che ama, ubriaca, che gli mostra un assegno con cui dice di essere stata pagata per rinunciare a lui. Il giovane Morton scopre poi, però, che l'assegno è a vuoto e che il bicchiere di vino è ancora intatto. Jane, apprezzando il sacrificio della rivale, porta via dal teatro il padre di Tom, rivendicando il suo amore.

## Produzione
Il film fu prodotto dalla Kalem Company nel 1913.

## Distribuzione
Distribuito in sala dalla General Film Company il 5 maggio 1913, il film era interpretato da Tom Moore e da Alice Joyce.